# Zatypota inexpectata
Zatypota inexpectata är en stekelart som först beskrevs av André Seyrig 1932.  Zatypota inexpectata ingår i släktet Zatypota och familjen brokparasitsteklar. Inga underarter finns listade i Catalogue of Life.